# José Zorrilla y Moral

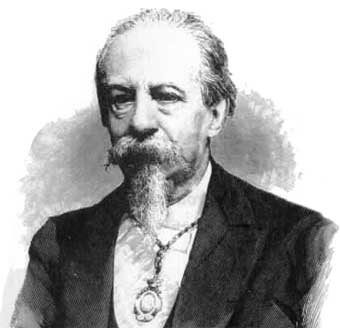
Der spanische Dichter und Dramenautor José Zorrilla y Moral

José Zorrilla y Moral (* 21. Februar 1817 in Valladolid; † 23. Januar 1893 in Madrid) war ein spanischer Dichter und Dramatiker.

## Leben
José Zorrilla y Moral wurde in Valladolid als Sohn eines karlistischen Vaters geboren; seine Mutter hieß Nicomedes Moral. Die Familie verbrachte einige Jahre in Burgos und Sevilla und ließ sich schließlich in Madrid nieder, wo der Vater bei der Polizei arbeitete und der Sohn in das Seminario de Nobles eintrat, eine Schule der Jesuiten.
Nach dem Tod von König Ferdinand 1833 wurde der Vater nach Lerma verbannt und der Sohn zum Studium der Rechtswissenschaft an die Universität von Toledo geschickt, wo er unter der Obhut eines Verwandten stand, der dort Geistlicher war. José gab das Studium jedoch bald auf und ging nach fruchtlosen Ermahnungen seines strengen Vaters und einer Affäre mit einer Cousine, in die er sich verliebt hatte, nach Madrid, wo er als Bohemien lebte und mehr schlecht als recht sein Leben fristete. Als Dichter wurde er bekannt, als er bei Larras Begräbnis Verse rezitierte. 1837 veröffentlichte er einen stark von Lamartine und Victor Hugo beeinflussten Gedichtband und war damit sofort erfolgreich.
Mit 22 Jahren heiratete er eine 38-jährige irische Witwe, Florentina O’Reilly, die bereits einen Sohn hatte; ein gemeinsames Kind der beiden starb früh. Vor ihrer Eifersucht flüchtete Zorrilla zweimal nach Frankreich (1845 und 1851); dort hatte er Kontakt mit Alexandre Dumas, Théophile Gautier, Alfred de Musset und George Sand sowie Victor Hugo. 1853 verbrachte er ein Jahr in London. Später ging er nach Mexiko, wo er von 1854 bis 1866 fast zwölf Jahre lebte, mit einer kurzen Unterbrechung in Kuba 1858. Er wurde Protégé von Kaiser Maximilian, der ihn zum Theaterdirektor machte.
Nach dem Tod seiner Frau kehrte Zorrilla 1866 nach Spanien zurück und ging 1869 eine zweite Ehe mit Juana Pacheco ein, litt jedoch beständig an Geldsorgen und ging daher für fünf Jahre nach Rom (1871–1876). 1885 wurde er als Mitglied in die Real Academia Española aufgenommen und 1889 in Granada zum Dichter gekrönt. Seine Unfähigkeit in wirtschaftlichen Dingen stürzte ihn jedoch wiederum in tiefste Armut. Durch Intervention Emilio Castelars bekam er zuletzt wenigstens eine kleine Staatspension.
José Zorrilla starb am 23. Januar 1893 in Madrid an den Folgen einer Gehirnoperation.
Das Stadion des Fußballclubs Real Valladolid trägt den Namen Nuevo Estadio Municipal José Zorrilla. Schon die alte Spielstätte Estadio José Zorrilla (1940–1987) trug den Namen des berühmten Sohnes der Stadt.

## Werke
José Zorrilla ist heute fast ausschließlich als Dramenautor bekannt: Ab 1839 verfasste er mehr als 20 Theaterstücke; als das bedeutendste sah er selbst Traidor, inconfeso y mártir (1845) an, am bekanntesten wurde jedoch sein Don-Juan-Drama Don Juan Tenorio, das noch heute in Spanien zu Allerseelen aufgeführt wird.

Die Statue von Don Juan Tenorio auf der Plaza Refinadores im Barrio Santa Cruz in Sevilla

### Dramen
- Juan Dándolo (1839, zusammen mit Antonio García Gutiérrez)
- El zapatero y el Rey (1839)
- Cada cual con su razón (1839)
- Lealtad de una mujer y aventuras de una noche (1840)
- Más vale llegar a tiempo (1840)
- Vivir loco y morir más (1840)
- Cada cual con su razón (1840)
- Apoteosis de Don Pedro Calderón de la Barca (1842)
- El eco del torrente (1842)
- Los dos virreyes (1842)
- Un año y un día (1842)
- Sancho García (1842)
- El puñal del godo (1843)
- Sofronía (1843)
- La mejor razón, la espada (1843)
- El molino de Guadalajara (1843)
- El caballo del rey Don Sancho (1843)
- La oliva y el laurel (1843)
- Don Juan Tenorio (1844)
- La copa de marfil (1844)
- El alcalde Ronquillo (1845)
- El rey loco (1847)
- La reina y los favoritos (1847)
- El excomulgado (1848)
- La creación y el diluvio (1848)
- Traidor, inconfeso y mártir (1849)
- Amor y arte (1862) Zarzuela
- Pilatos (1877)

### Verserzählungen
- Leyendas
- A buen juez mejor testigo
- Para verdades el tiempo y para justicias Dios
- El capitán Montoya
- Margarita la tornera
- La pasionaria
- La azucena silvestre

### Lyrik
- Cantos del trovador 1840

### Autobiographie
- Recuerdos del tiempo viejo 1880–83

### Moderne Ausgaben
- Don Juan Tenorio. Prólogo Francisco Nieva. Edición Juan Francisco Peña. 27. ed. Madrid: Espasa Calpe, 1991. (Colección Austral; 51) ISBN 84-239-9864-9
- Zorrilla, José, and Ranjit Bolt: The Real Don Juan. Bath, England: Absolute Press, 1990. ISBN 0-948230-36-3
- Zorrilla, José, and Jean Louis Picoche. El zapatero y el Rey primera y segunda partes. Madrid: Editorial Castalia, 1980. (Clásicos Castalia, 85). ISBN 84-7039-310-3
- Zorrilla, José, Silvia Salgado, and Pablo Mora: Memorias del tiempo mexicano. Memorias mexicanas. México, D.F.: CONACULTA, 1998. ISBN 970-18-1818-0
- Traidor, inconfeso y mártir; edición [de] Roberto Calvo Sanz. [Madrid]: Espasa-Calpe, 1990. (Colección Austral, A160). ISBN 84-239-1960-9
- Zorrilla, José, and Gregorio Torres Nebrera: Antología poética. [Esplugues de Llobregat, Barcelona]: Plaza & Janés, 1984. (Clásicos Plaza & Janés, 15). ISBN 84-01-90534-6
- Zorrilla, José, and Santiago de los Mozos: Flor de verso y prosa. Valladolid: Ambito, 1993. ISBN 84-86770-71-8
- Zorrilla, José: Vivir loco y morir más. Barcelona: Linkgua Ediciones S.L., 2005. ISBN 978-84-9816-287-5

### Übersetzungen
- Don Juan Tenorio: Romantisches Schauspiel in 5 Akten (7 Bildern); Mit einer Studie über Don Juan in Spanien. Deutsche Nachdichtung von Dominik Josef Wölfel. Wien: Amandus-Edition, 1947 (Kleine Bücherei der Weltliteratur)
- Von Liebe und Ehre im spanischen Theater, ins Deutsche übertragen von Kurt Thurmann. Bonn: Bouvier, 1988 (Studien zur Literatur- und Sozialgeschichte Spaniens und Lateinamerikas; Bd. 8) [Enthält Acht frühe Charakterkomödien von Juan Ruiz de Alarcón y Mendoza. Don Juan Tenorio von José Zorrilla y Moral] ISBN 3-416-01993-8